# Jessica Watson
Pour les articles homonymes, voir Watson.
Jessica Rose Watson, née le 18 mai 1993 à Gold Coast (Australie), est une navigatrice australienne qui détient officieusement le record de la plus jeune skipper sur un tour du monde à la voile sans escale sur le S&S 34 (en) Ella's Pink Lady de 1984. Son itinéraire, trop court, a empêché l'homologation du record par le WSSRC.
En 2023, son histoire revient dans les médias à la suite de la sortie sur la plateforme VOD Netflix du film True Spirit (en), racontant son histoire. Sa page Wikipédia anglophone (en) est très détaillée.

## Circumnavigation
Jessica Watson a quitté Sydney le 18 octobre 2009 à bord d'un sloop de 10,23 m, en prenant la direction de l'est, passant près de la Nouvelle-Zélande, Fidji, Kiribati, le cap Horn, le cap de Bonne-Espérance, le cap Leeuwin et le cap du Sud-Est.
Son périple commence par le passage près des Tonga en Polynésie, puis  elle franchit l’équateur, le 19 novembre, près de l'île Jarvis ; elle se dirige ensuite vers Kiritimati et le cap Horn. En janvier 2010, elle a 11 jours d’avance sur son plan qui consistait à parcourir 100 miles par jour. Après les îles Malouines, elle doit faire face à une forte tempête, dans l'Atlantique Sud, avec des vagues de 10 mètres et des vents de 70 nœuds. À son 100e jour de mer, elle a effectué plus de la moitié du tour du monde avec 11 500 milles parcourus sur les 23 000 prévus. Après le cap de Bonne-Espérance, elle atteint la Tasmanie et rejoint Sydney le 15 mai 2010, trois jours avant son 17e anniversaire, après 210 jours de course sans escale et sans assistance,.
Le temps mis par Jessica Watson n'a pas été homologué, car la distance minimale à parcourir a été fixée à 21 600 miles par le Word Sailing Speed Record Council, alors qu'elle a parcouru  19 631 miles ( ce qui pour eux n'était pas assez). Elle avait pourtant respecté la clause imposant le passage de l'équateur terrestre, en remontant l'Océan pacifique jusqu'aux îles de la Ligne (île Jarvis).

Le blog du Los Angeles Times cite Watson à propos de ce voyage : « Je voulais me mettre au défi et réaliser quelque chose dont je puisse être fière. Et oui, je voulais inspirer les gens. J'avais horreur d'être jugée sur la base de mon apparence et par les attentes d'autres personnes sur ce dont une "petite fille" est capable. Ce n’est plus seulement mon rêve ou ma traversée. Ces étapes ne sont pas seulement mes propres réussites, mais une réussite pour tous ceux qui ont consacré tant de temps et d’efforts à me faire arriver jusqu'ici. ». 

Route approximative suivie par Jessica Watson entre octobre 2009 et mai 2010.

## Récompenses
- Young Australian of the Year Award 2011[5],[6]
- Leif Erikson Awards, 2015